# Política do Uruguai
O Uruguai é uma república representativa presidencialista. O Presidente, que assume simultaneamente as atribuições de chefe de Estado e chefe de governo, é a liderança do poder executivo a nível nacional. A constituição uruguaia de 1967 sujeita a presidência ao controle dos poderes judiciário e legislativo. O Uruguai é uma democracia representativa, pois o povo elege seus representantes para que atuem em seu lugar. 
Os partidos Colorado e Nacional dominaram por anos a história eleitoral do país até que, nas eleições de 2004, o partido Frente Amplio (de ideologia social-democrata) elegeu Tabaré Vázquez, pondo fim a 174 anos de governo Colorado e Nacionalista.

## Poderes

### Executivo

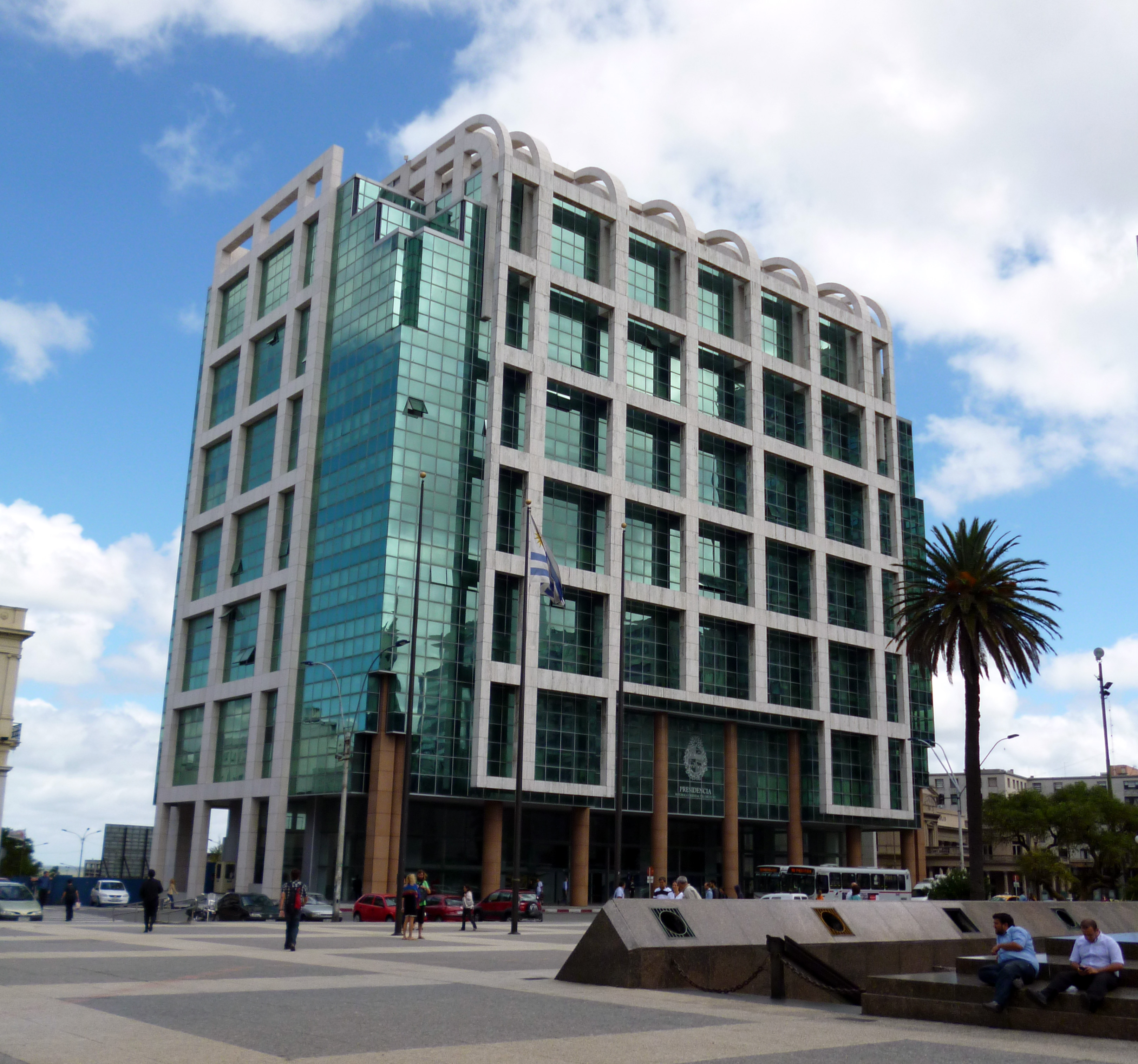
Torre Ejecutiva, sede do poder executivo.

O Presidente é eleito por voto popular para um mandato de cinco anos, sendo o vice-presidente eleito no mesmo boletim (chapa) de voto. O governo é composto por treze ministros, nomeados pelo presidente, que dirigem os departamentos executivos, constituindo um Conselho de Ministros.

### Legislativo

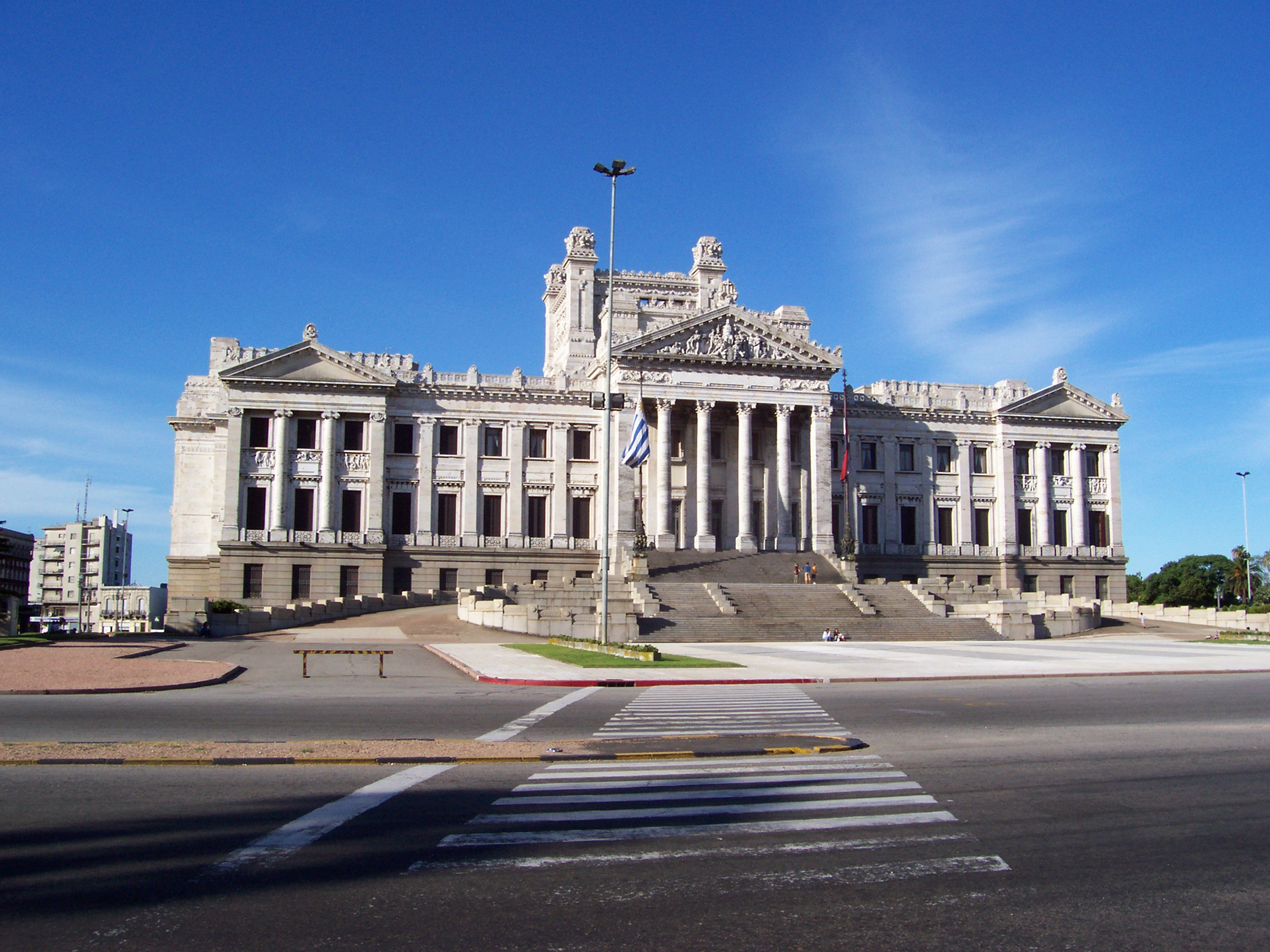
Assembleia Geral do Uruguai, sede do poder legislativo, em Montevidéu.

O mais importante órgão legislativo do Uruguai é a Assembleia Geral (Asamblea General), de organização bicameral cujas casas são o Senado (Cámara de Senadores), que é presidido pelo vice-presidente, e a Câmara dos Representantes (Cámara de Representantes). O Senado possui 31 senadores e a Câmara 99 deputados. Os parlamentares de ambas as casas são eleitos por voto popular para mandatos de cinco anos.
O Uruguai tem um sistema político-partidário consolidado, muito estável, com flutuações eleitorais relativamente baixas.. Atualmente, os maiores partidos políticos do país são: a Frente Ampla (de ideologia social-democrata), Partido Nacional (de ideologia conservadora) e o Partido Colorado (de ideologia liberal).

### Judiciário

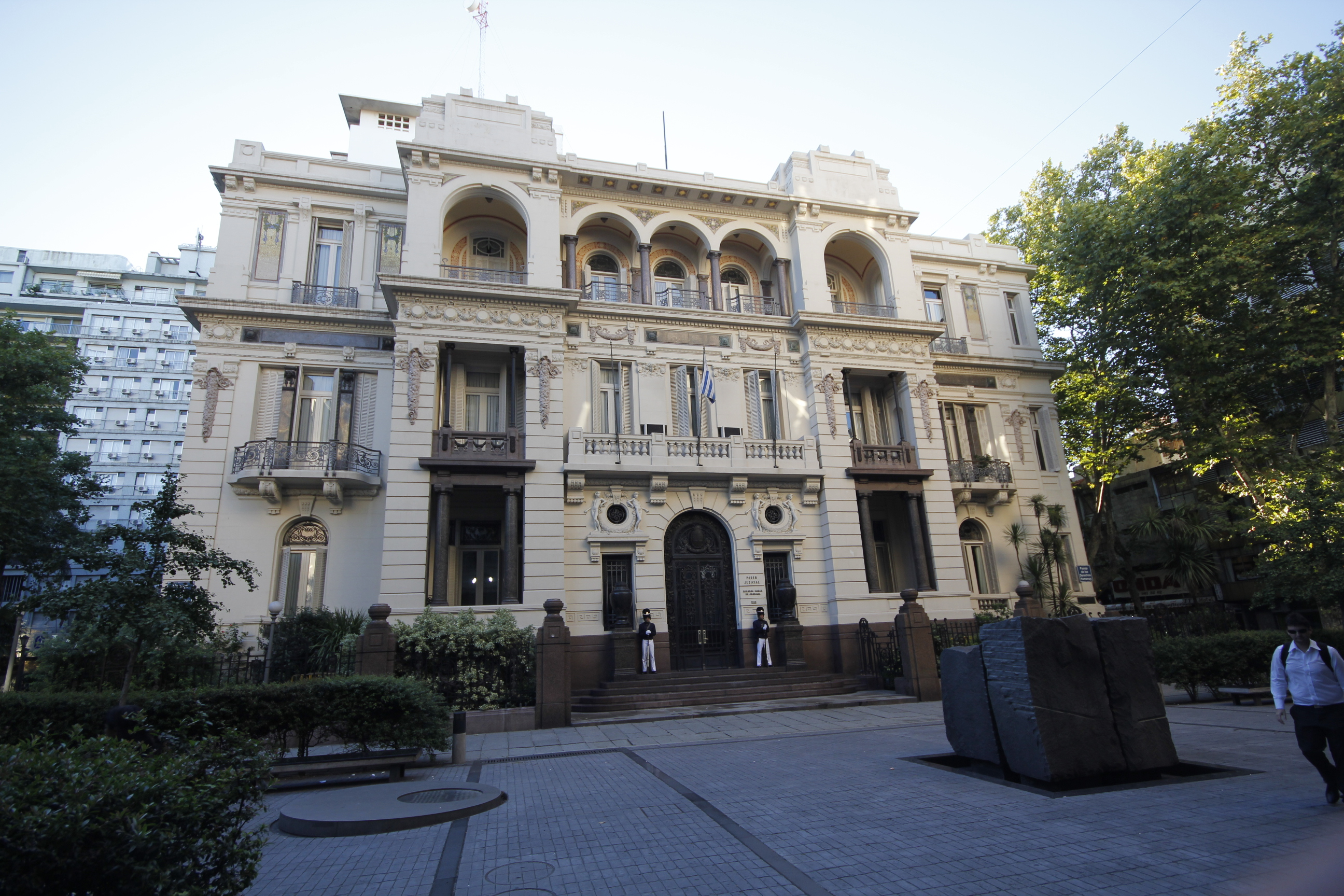
Suprema Corte de Justiça do Uruguai.

O tribunal mais elevado é o Supremo Tribunal. Abaixo dele encontram-se os tribunais de apelação e tribunais inferiores, e os juízos de paz. Existem também tribunais eleitorais e administrativos (de "contencioso"), um tribunal de contas e um sistema judicial militar.